# Peritiba
Peritiba là một đô thị thuộc bang Santa Catarina, Brasil. Đô thị này có diện tích 96,407 km², dân số năm 2007 là 2944 người, mật độ 33,8 người/km².